# علی العامری (بازیکن فوتبال سعودی)
علی العامری (انگلیسی: Ali Al-Ameri؛ زادهٔ ۲۱ اوت ۱۹۹۴) یک ورزشکار اهل عربستان سعودی است.